# Tiit Sokk
Tiit Sokk (nacido en Tartu, URSS, actual Estonia, el 15 de noviembre de 1964) fue un jugador de baloncesto de la Unión Soviética en la década de los 80. Sus hijos Sten-Timmu  y Tanel también son profesionales del baloncesto.

## Biografía
Ganó la medalla de oro en los Juegos Olímpicos de Seúl 1988 además de dos veces la medalla de plata en el campeonato del mundo de baloncesto, en 1986 y 1990. También ganó la liga de la Unión Soviética en 1991 como miembro del Tallinn Kalev. Durante su estancia en Grecia, en su mayor parte en el Panathinaikos, adquirió la ciudadanía griega con el nombre de Tout Giannopoulos.

## Equipos
- 1984-1985 Tallinn Kalev
- 1985-1988 CSKA Moscú
- 1988-1992 Tallinn Kalev
- 1992-1996 Panathinaikos BC
- 1996-1997 Tallinn Kalev
- 1997-1998 Aris Salónica